# Painkiller (singolo Judas Priest)
Painkiller è il primo singolo estratto dall'omonimo album del gruppo heavy metal britannico Judas Priest.

## Il brano
Ad introdurre il brano è la batteria del new entry Scott Travis, con utilizzo frenetico della doppia cassa. Dopo circa 15 secondi parte uno sferzante riff di chitarra, seguito dalle urla potenti e stridule di Rob Halford. Il testo è di matrice fantascientifica.

## Riconoscimenti
Il brano è stato nominato ai Grammy Awards per la Miglior interpretazione metal nel 1991.

## Cover
Degne di nota sono le cover dei Death, contenuta nell'album The Sound of Perseverance oltre che quelle degli Angra e dei ChthoniC.

## Presenze
Compare in diversi videogiochi che tributano all'universo heavy metal e hard rock, come per esempio Rock Band 2, Brütal Legend (è il sottofondo durante lo scontro con il boss finale) e Guitar Hero: Van Halen.

## Formazione
Gruppo
- Rob Halford - voce
- K. K. Downing - chitarra elettrica
- Glenn Tipton - chitarra elettrica
- Ian Hill - basso (accreditato, ma non ha giocato)
- Scott Travis - batteria

Altri musicisti
- Don Airey - basso (Minimoog)